# Верн Гарніш
Верн Гарніш  (англ. Verne Harnish)  – засновник всесвітньої підприємницької організації EO (Entrepreneurs 'Organization), що налічує понад 14 000 учасників по всьому світу. Керівник навчальних програм «Народження гігантів» в Массачусетському технологічному інституті та Програми перспективного бізнесу MIT / WEO для підприємців старше 40 років.  Засновник і CEO-спеціаліст «Gazelles Inc.» - глобальної освітньої та тренерської компанії з більш ніж 200 партнерами на шести континентах. Журналіст організації «Venture» та журналу «FORTUNE». Очолює щорічні саміти «ScaleUp» у співпраці з «Bloomberg LIVE». Журнал «Fortune Small Business Magazine» назвав його «одним з десяти головних мислителів малого бізнесу». 

## Освіта
Гарніш отримав ступінь бакалавра з машинобудування та ступінь магістра права в Уічитському державному університеті (Wichita State University), де він заснував та очолював Асоціацію університетських підприємців.

## Письменницька кар'єра
Верн Гарніш є автором ряду публікацій «Growth Guy».
У 2002 році він опублікував книгу «Mastering the Rockefeller Habits». Дещо раніше створив концепцію «Звички Рокфеллера», яка заснована на методах лідерства та управління, котрі використовував Джон Д. Рокфеллер. У книзі Гарніш змалював три «стовпи» звичок: «Пріоритети», «Дані» та «Ритм». Він рекомендує практику проведення «суєт» або коротких щоденних зустрічей, з ціллю зосередження малого бізнесу на стратегічних цілях та встановлення зон відповідальності.
В 2012 році опубліковано видання «Scaling Up: How a Few Companies Make It...and Why the Rest Don't (Rockefeller Habits 2.0)» - «Масштабування бізнесу. Покрокова стратегія збільшення прибутків» (українською мовою перекладено та опубліковано видавництвом «Наш Формат» в 2018 році). Гарніш надає практичні інструменти для підприємців, пов'язані з ростом компанії. Пропонує власну теорію (зосереджену на 10 бізнес-дисциплінах Джона Рокфеллера), та пояснює, як організація може стати сильнішою, усуваючи слабкі, та акцентуючись на сильних своїх сторонах.
Ще одне видання 2012 року - «The Greatest Business Decisions of All Time». 
Наразі Верн Гарніш очолює виконавчу програму «Taipan, the Making of Asian Giants» (Малайзія) - об’єднання підприємців-біженців з неблагополучних країн. Також має подібні програми в Австралії, Індії та Ірландії.

## Переклад українською
- Верн Гарніш. Масштабування бізнесу. Покрокова стратегія збільшення прибутків / пер. Анна Марховська. — К.: Наш Формат, 2018. — 328 с. — ISBN 978-617-7682-02-7.